# Sepiida
Sepiida – rząd dziesięciornic obejmujący ponad 100 gatunków, tradycyjnie, wraz z rzędem Sepiolida, zaliczanych do mątew.
W obrębie tego rzędu wyróżniono rodziny:
- Sepiadariidae
- Sepiidae – mątwowate